# Michał Kobusiewicz
Michał Kobusiewicz (ur. 8 października 1939 w Radomsku, zm. 21 października 2024) – polski archeolog, badacz pradziejów Europy i Afryki północno-wschodniej. Związany z Muzeum Archeologicznym w Poznaniu i Polską Akademią Nauk.

## Życiorys
Urodził się 8 października 1939 roku w Radomsku, w rodzinie ziemiańskiej. Jego ojciec, Aleksander, podporucznik rezerwy Wojska Polskiego, został zamordowany w Katyniu. W 1950 roku zamieszkał w Poznaniu, gdzie ukończył szkołę podstawową, a w 1957 roku Liceum Ogólnokształcące im. Karola Marcinkowskiego. Ukończył Uniwersytet im. Adama Mickiewicza w Poznaniu, gdzie w 1962 roku obronił pracę dyplomową zatytułowaną „Stanowisko z końca paleolitu i początków mezolitu w Poznaniu-Starołęce”. Doktorat uzyskał na tej samej uczelni w 1968 roku, przedstawiając dysertację „Paleolit schyłkowy i mezolit w środkowo-zachodniej części Niziny Wielkopolskiej". Stopień doktora habilitowanego z archeologii otrzymał w 1975 roku w Instytucie Historii Kultury Materialnej Polskiej Akademii Nauk, na podstawie pracy „Pradzieje północno-wschodniej Afryki między 16. a 5. tysiącleciem p.n.e.”. Tytuł profesora nauk humanistycznych przyznano mu w 1992 roku. Był wieloletnim wykładowcą Uniwersytetu im. Adama Mickiewicza w Poznaniu.
Był autorem i współautorem ponad 200 publikacji naukowych, w tym kilku monografii książkowych, licznych artykułów i prac popularnonaukowych. W książce pt. "Moje wspomnienia z archeologią w tle"  opisał życie na wykopaliskach, relacje między archeologami i sposoby pozyskiwania środków na badania.  
W latach od 1959 do 1965 był pracownikiem Muzeum Archeologicznego w Poznaniu. Pod jego kierunkiem powstało wiele prac magisterskich i doktoratów, a jego uczniowie obejmują obecnie kilku profesorów. Przez lata przeprowadzał badania archeologiczne w Wielkopolsce, skupiając się na stanowiskach z epoki kamienia. Również przez wiele lat zarządzał projektami badawczymi w Egipcie w ramach Dakhleh Oasis Project i brał udział w pracach The Combined Prehistoric Expedition, międzynarodowej misji działającej w Egipcie, Sudanie i Etiopii.
Pełnił funkcje:
- profesora Instytutu Archeologii i Etnologii Polskiej Akademii Nauk,
- wieloletniego kierownika poznańskiego Ośrodka IAE PAN,
- członka Rady Naukowej IAE PAN,
- członka Komitetu Nauk Pra- i Protohistorycznych PAN,
- członka Centralnej Komisji Kwalifikacyjnej ds. Tytułów i Stopni Naukowych,
- wieloletniego przewodniczącego komisji Final Palaeolithic of Northern Eurasia International Union for Prehistoric and Protohistoric Sciences,
- dyrektora Combined Prehistorie Expedition,
- współzałożyciela International Commision for Prehistory of Northeast Africa,
- przewodniczącego Komisji Archeologicznej Poznańskiego Towarzystwa Przyjaciół Nauk,

Posiadał tytuł Honorowego Obywatela miasta Kargowa. 
Pochowany został na cmentarzu parafialnym przy kościele pod wezwaniem św. Michała Archanioła i Wniebowzięcia NMP w Poznaniu. 

## Wybrane publikacje
- Ludy łowiecko-zbierackie północno-zachodniej Polski, Poznańskie Towarzystwo Przyjaciół Nauk przy współpr. Instytutu Archeologii i Etnologii Polskiej Akademii Nauk., Wydaw. PTPN, Poznań:1999. s. 250[11]
- Prace Komisji Archeologicznej / Poznańskie Towarzystwo Przyjaciół Nauk. Wydział Historii i Nauk Społecznych. - 1999, t. 18 - 19. Poznań: Wydaw. PTPN[12]
- Prace Komisji Archeologicznej / Poznańskie Towarzystwo Przyjaciół Nauk. Wydział Historii i Nauk Społecznych. - 2000, t. 20. Poznań: Wydaw. PTPN[13]
- Archeologia i prahistoria polska w ostatnim półwieczu / red. Michał Kobusiewicz i Stanisław Kurnatowski; Poznańskie Towarzystwo Przyjaciół Nauk przy współpr. Instytutu Archeologii i Etnologii Polskiej Akademii Nauk.,Wydaw. PTPN,  Poznań: 2000. - 711 s. (Prace Komisji Archeologicznej / Poznańskie Towarzystwo Przyjaciół Nauk. Wydział Historii i Nauk Społecznych; t. 20)[14]
- Profesor Lech Krzyżaniak (1940-2004) (w) Fontes Archaeologici Posnanienses. 2005, vol. 41, s. 5-8[15]
- Pradzieje Wielkopolski: od epoki kamienia do średniowiecza / pod red. Michała Kobusiewicza, Instytut Archeologii i Etnologii PAN Oddział w Poznaniu, Poznań 2008. s. 467[16]
- Archeologa podróże po świecie (w) Kron. M. Pozn. - 2010, nr 3, s. 342-357[17]
- Moje wspomnienia z archeologią w tle, Poznańskie Towarzystwo Przyjaciół Nauk, Wydawnictwo Poznańskiego Towarzystwa Przyjaciół Nauk, Poznań 2019. s. 361[18]